# ريمون فراي
ريمون فراي (بالفرنسية: Raymond Frey)‏ (29 يوليو 1952 تولوز فرنسا - ) هو لاعب كرة قدم فرنسي، يلعب كحارس مرمى.

## وصلات خارجية
- ريمون فراي على موقع قاعدة بيانات كرة القدم.إي يو (الإنجليزية)